# Dax Riders
Pour les articles homonymes, voir Dax (homonymie) et Riders.
Dax Riders  est un groupe de musique électronique français.

## Biographie
Le groupe est formé en 1994 par Oliver « Daxman » Dax (guitares, claviers, production), Cédric « Bad Ced » Azencoth (programmation rythmique) et Nicolas « Erman » Berger Vachon (chanteur et claviers). Le nom Dax Riders provient de la petite moto Honda « Dax » (ST50/ST110) qui, bien que produite dans les années 1970 et 1980, reste très tendance. La pochette de leur deuxième album met d'ailleurs l'engin en scène.
En 2001, le groupe sort son deuxième album, Backintown, qui a atteint la 90e place des charts. Dax Riders est considéré comme appartenant au mouvement musical French touch même si leur troisième et dernier album, toujours largement teinté d'électro, est encore plus orienté funk et RnB que le précédent. L'usage récurrent de la talkbox est l'une des autres caractéristiques du groupe. Du côté des charts français, les morceaux People (2001) et I Was Made for Loving You (2005) ont atteint les 31e et 44e places, respectivement.
L'un des morceaux les plus connus des Dax Riders, People, a été utilisé pour remplacer le générique de début de l'anime Vision d'Escaflowne (Yakusoku wa Iranai) dans la version allemande de la série. Un autre morceau du groupe, Real Fonky Time, fait partie de la bande originale du jeu vidéo FIFA 2003 de EA Sports ainsi que du film Wasabi produit par Luc Besson.